# Łętowe
Łętowe, dawniej także Łętowa (gór. Łyntowe) – wieś w Polsce, położona w województwie małopolskim, w powiecie limanowskim, w gminie Mszana Dolna.
W latach 1954–1960 wieś należała i była siedzibą władz gromady Łętowe, po jej zniesieniu w gromadzie Mszana Górna. W latach 1975–1998 wieś administracyjnie należała do województwa nowosądeckiego.

## Położenie
Miejscowość położona jest w Beskidzie Wyspowym w dolinie potoku Łętówka oraz na zboczach gór: po zachodniej stronie są to stoki Ostrej i Ogorzałej, po wschodniej stronie Kiczorki, Kiczory (zwanej też Kobylicą) i Dziurczaka. Łętowe rozciąga się na 5 km. Leży na wysokości ok. 450–640 m n.p.m. (przełęcz na granicy z Wilczycami). Przez miejscowość przebiega lokalna droga z Wilczyc przez Łętowe do Mszany Górnej.

## Integralne części wsi
| przysiółki | Adamy, Nowa Wieś |
| części wsi | Bryje, Bulaki, Cierpiele, Danaje, Derczaki, Fijasy, Folwark, Halczaki, Jadamy, Jantosze, Klimki, Koczaje, Krzystki, Kuligi, Lachy, Łączki, Michory, Młaka, Mysze, Niedojady, Nowaki, Pajdy, Palacze, Paliwody, Prośki, Siewiory, Smreczniki, Snozy, Trybusy, Węglarze, Wójciaki, Wydry, Zięby |

## Historia
Początki osadnictwa na terenie Łętowego związane były z działalnością pasterską osadników. Po raz pierwszy nazwa wsi pojawiła się w dokumentacji Radziwiłłowskiej pod koniec XVI wieku.
Początkowo Łętowe należało do parafii w Mszanie Dolnej. Od 1942 na terenie wsi funkcjonuje samodzielna parafia pod wezwaniem Matki Bożej Królowej Polski, która administruje dużym kościołem parafialnym, wzniesionym w latach 1975–1979.